# San Martín de Castañeda
San Martín de Castañeda (en senabrés Samartín de Castañeda) es una localidad española del municipio de Galende, en la provincia de Zamora de la comunidad autónoma de Castilla y León.
Se encuentra ubicado en la comarca de Sanabria, al noroeste de la provincia de Zamora. Pertenece al municipio de Galende, junto con las localidades de Cubelo, Galende, Ilanes, Moncabril, Pedrazales, El Puente, Rabanillo, Ribadelago, Ribadelago Nuevo y Vigo.
San Martín de Castañeda se encuentra situado en pleno parque natural del Lago de Sanabria, el mayor lago de origen glaciar de España, además de un espacio natural protegido de gran atractivo turístico. Su emplazamiento junto al lago, influyó para que los monjes del císter construyeran aquí su monasterio, del que se conservan restos de los siglos XVI y XVII. El monasterio acoge en la actualidad el centro de interpretación de la naturaleza del parque natural.

## Contexto geográfico

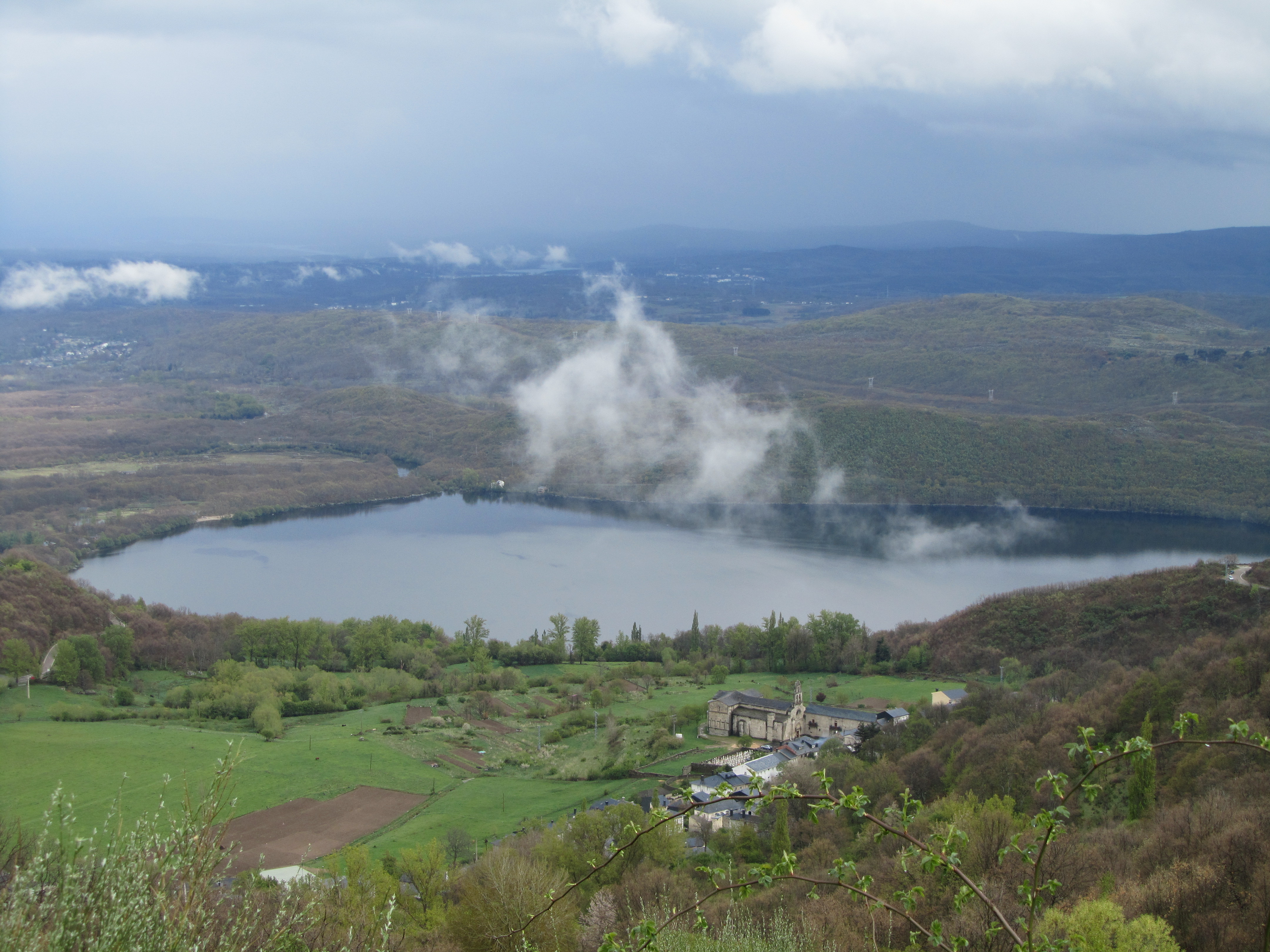
Panorámica desde la carretera a la laguna de los Peces.

Se encuentra junto a la orilla norte del lago de Sanabria, a unos 200 m sobre el nivel del agua y dista 18 km de la cabeza de partido de la comarca, Puebla de Sanabria.
La forma más habitual de llegar es desde la carretera Madrid-Vigo A-52 (Salida N.º 79), desvío en Puebla de Sanabria y coger dirección lago de Sanabria por la ZA-104 y luego por la ZA-103.

## Historia
Probablemente el origen de este pueblo se diese con las primeras construcciones anexas y de servidumbre para el monasterio de San Martín de Castañeda, en el período suevo-visigótico del siglo VI.
Posteriormente, durante la Edad Media, fue reconstruido el monasterio, refundándose la localidad anexa, que quedó integrada en el Reino de León, cuyos monarcas convirtieron al monasterio en uno de los principales centros monásticos del reino leonés.
En la Edad Moderna, San Martín de Castañeda fue una de las localidades que se integraron en la provincia de las Tierras del Conde de Benavente y dentro de esta en la receptoría de Sanabria. No obstante, al reestructurarse las provincias y crearse las actuales en 1833, la localidad pasó a formar parte de la provincia de Zamora, dentro de la Región Leonesa, quedando integrado en 1834 en el partido judicial de Puebla de Sanabria.
Finalmente, en torno a 1850, el antiguo municipio de San Martín de Castañeda se integró en el de Galende.

## Monasterio San Martín de Castañeda
El monasterio de esta localidad fue uno de los mayores complejos religiosos de la provincia de Zamora hasta el siglo XIX. En sus orígenes fue uno de los cenobios de mayor importancia en el Reino de León, hecho por el cual se documentan varias estancias de reyes leoneses en el mismo, como las de Ordoño III de León en diciembre del año 952 y en septiembre del 953. Tras la desamortización de Mendizábal desapareció parte de su conjunto histórico, la abadía de la fachada sur, existiendo actualmente dos espacios de gran interés: por un lado la iglesia y por otro la parte que alberga el Centro de Interpretación del parque natural del Lago de Sanabria.
De origen desconocido, se sabe que fue reconstruido en el 921 por monjes mozárabes procedentes de Córdoba, conservándose el epígrafe fundacional. Asimismo, se recogen donaciones en beneficio del monasterio desde el reinado de Ramiro II de León en el año 940. Posteriormente, en el siglo XII, sería reformado tomando el aspecto que ha llegado hasta nuestros días (a excepción de la parte destruida en el siglo XIX) por iniciativa de Alfonso VII de León. 
La iglesia es un edificio con grandes pilares cuadrados estructurada en tres naves. San Martín de Tours es el patrono y su imagen se conserva en el interior de este templo, pero además en el friso de la puerta, se encuentra esculpida en piedra otra imagen del santo a caballo, cortando la capa con su espada para darle la mitad a un pobre. Otra imagen de gran valor es el de la Virgen de la Peregrina, patrona del pueblo y cuya fiesta se celebra el primer domingo de septiembre. Estas imágenes, junto con el retablo renacentista y la sillería del coro, forman un conjunto de gran valor.

## Cultura

### Fiestas
En la localidad se celebran las fiestas en honor a la Virgen de la Peregrina, el primer fin de semana de septiembre, y San Martín, el 11 de noviembre. En San Martín se celebra la "Talanqueira o Visparra" el 5 de enero, una de las mascaradas de invierno de la provincia de Zamora más peculiares, ya que aparecen juntos toro y vaca.

### Senabrés
El dialecto tradicional del pueblo es el llamado "senabrés" o "pachuecu" que según los expertos es una variedad local del leonés o asturleonés con algunos rasgos de transición al gallego. Este dialecto ha ido perdiendo fuerza en relación con el castellano a lo largo de las últimas décadas si bien aún es conocido y hablado por parte de los habitantes de San Martín, especialmente por los de edad más avanzada. En la obra Leyendas, cuentos y romances de Sanabria de Luis Cortés Vázquez se pueden encontrar muestras de la lengua tradicional de esta localidad.

### San Martín y Unamuno
El 1 de junio de 1930, Miguel de Unamuno visitó el lago de Sanabria, lugar del que quedó prendado y en el que se inspira para escribir la novela San Manuel Bueno, mártir en la que dejó dos poesías, siendo la primera de ellas referida al pueblo de San Martín de Castañeda. La segunda, de rima más artificiosa, se refiere a la leyenda de Valverde de Lucerna, localidad que según la leyenda del Lago de Sanabria se encuentra bajo sus aguas.